# Trombudo Central
Trombudo Central là một đô thị thuộc bang Santa Catarina, Brasil. Đô thị này có diện tích 102,796 km², dân số năm 2007 là 6221 người, mật độ 55,8 người/km².